# Hydrolithon samoënse
Hydrolithon samoënse (Foslie) Keats & Y.M. Chamberlain, 1994  é o nome botânico  de uma espécie de algas vermelhas pluricelulares do gênero Hydrolithon, família Corallinaceae, subfamília Mastophoroideae.
- São algas marinhas encontradas na Europa (Irlanda, Inglaterra, França e Espanha), Ásia (Japão, Coreia, Índia, Sri Lanka e Vietnã), Austrália, ilhas do Pacífico (Samoa, Fiji e Polinésia Francesa, ilhas do Índico (Reunião) e ilhas do Atlântico (Cabo Verde e Canárias).

## Sinonímia
- Lithophyllum samoënse   Foslie, 1906
- Lithophyllum illitus   M. Lemoine, 1929
- Pseudolithophyllum samoënse   (Foslie) Adey, 1970
- Neogoniolithon illitus   (M. Lemoine) Afons-Carillo, 1984
- Spongites wildpretii   Afonso-Carrillo, 1988